# Stade Fratelli Paschiero
Le Stade Fratelli Paschiero (en italien : Stadio Fratelli Paschiero), également connu sous le nom de Stade Monviso (en italien : Stadio Monviso), est un stade de football italien situé dans la ville de Coni, dans le Piémont.
Le stade, doté de 3 060 places et inauguré en 1935, sert d'enceinte à domicile à l'équipe de football du Coni Football Club.

## Histoire
Dans les années 1930, la ville de Coni ne dispose pas de terrain de football officiel. Il est donc décidé de doter la ville d'une nouvelle arène sur l'emplacement de Torre Bonada (ou Cascina Bonada), à l'époque en dehors de la zone urbaine de Coni, non loin du chantier de construction de la deuxième gare de la ville.
Le stade est construit en moins d'un an et ouvre ses portes en 1935 sous le nom de Stade del Littorio  (en italien : Stadio del Littorio). Il est également surnommé le Stade Monviso en raison de la vue panoramique du Mont Viso des Alpes cottiennes que l'on peut admirer depuis le stade, et dispose à l'origine d'une piste d'athlétisme (supprimée quelques décennies plus tard), en faisant donc un stade multisports.
Il est inauguré le 28 octobre 1935 lors d'une défaite en amical 8-1 des locaux du Coni FC contre le Torino.
Entre mai et juin 1938, l'équipe d'Italie de football s'entraîne au stade avant de partir en France pour disputer la coupe du monde 1938 dont ils sortiront vainqueurs.
Après la fin de la seconde guerre mondiale et la chute du régime fasciste, le stade reste une vingtaine d'années sans nom officiel. Le 2 octobre 1966, à l'occasion du premier match de la saison du Coni FC, il est rebaptisé en mémoire des frères Aldo et Riccardo Paschiero, deux joueurs du club rappelés aux armes et morts au combat pendant la guerre.
Entre 2013 et 2014, le club de l'AC BRA ASD utilise le stade pour ses matchs à domicile en raison de la rénovation de son stade, le stade Attilio Bravi.

## Galerie

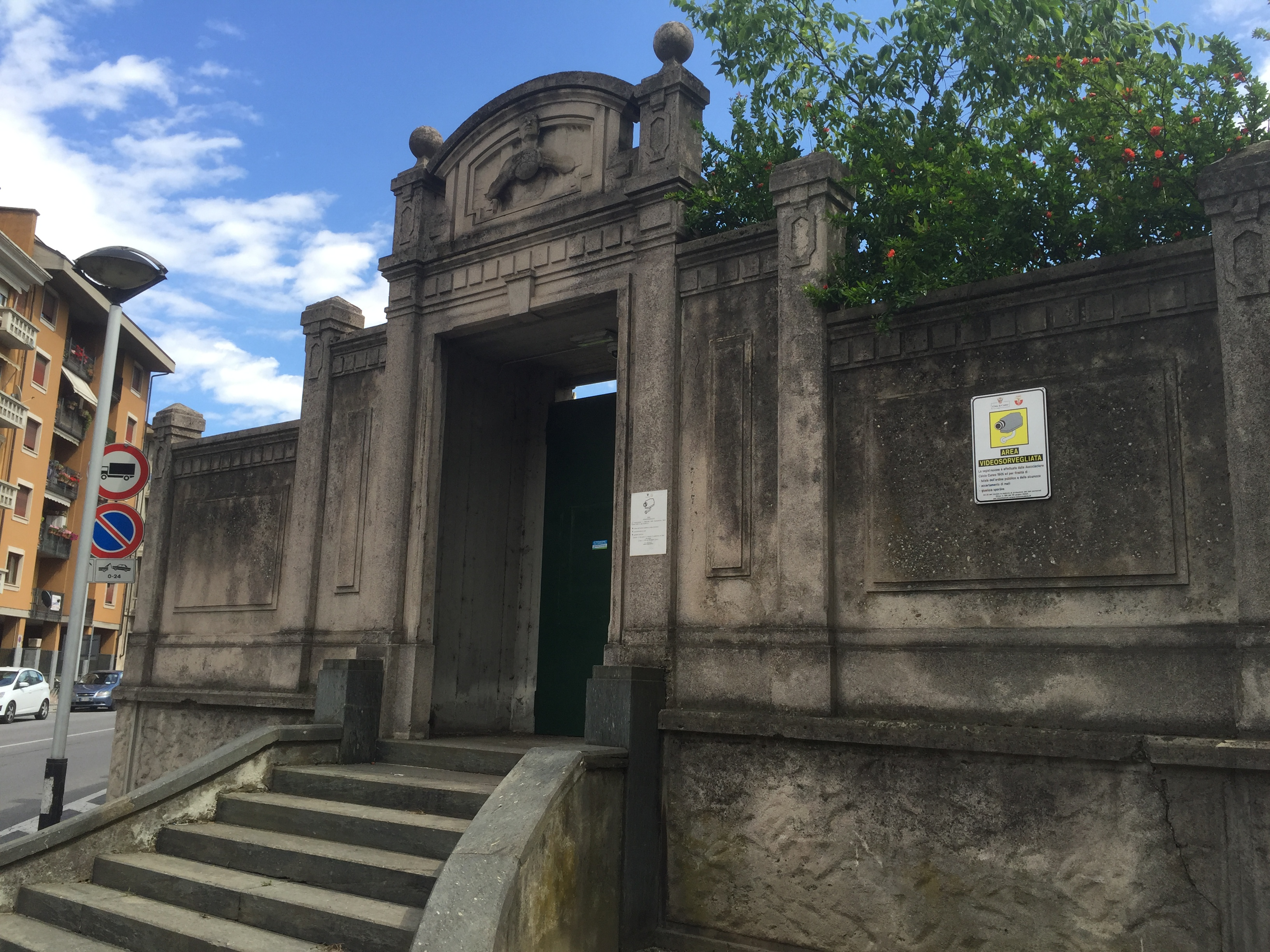
Vue d'une des entrées du stade en juin 2016
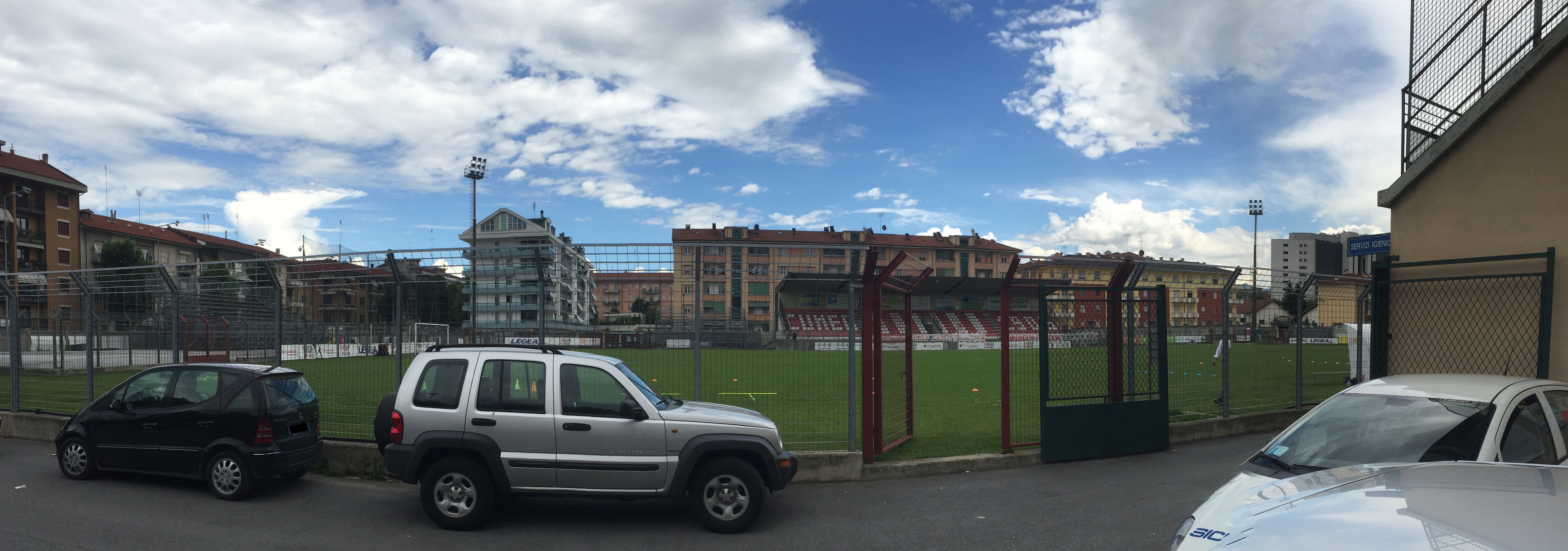
Vue du terrain en juin 2016
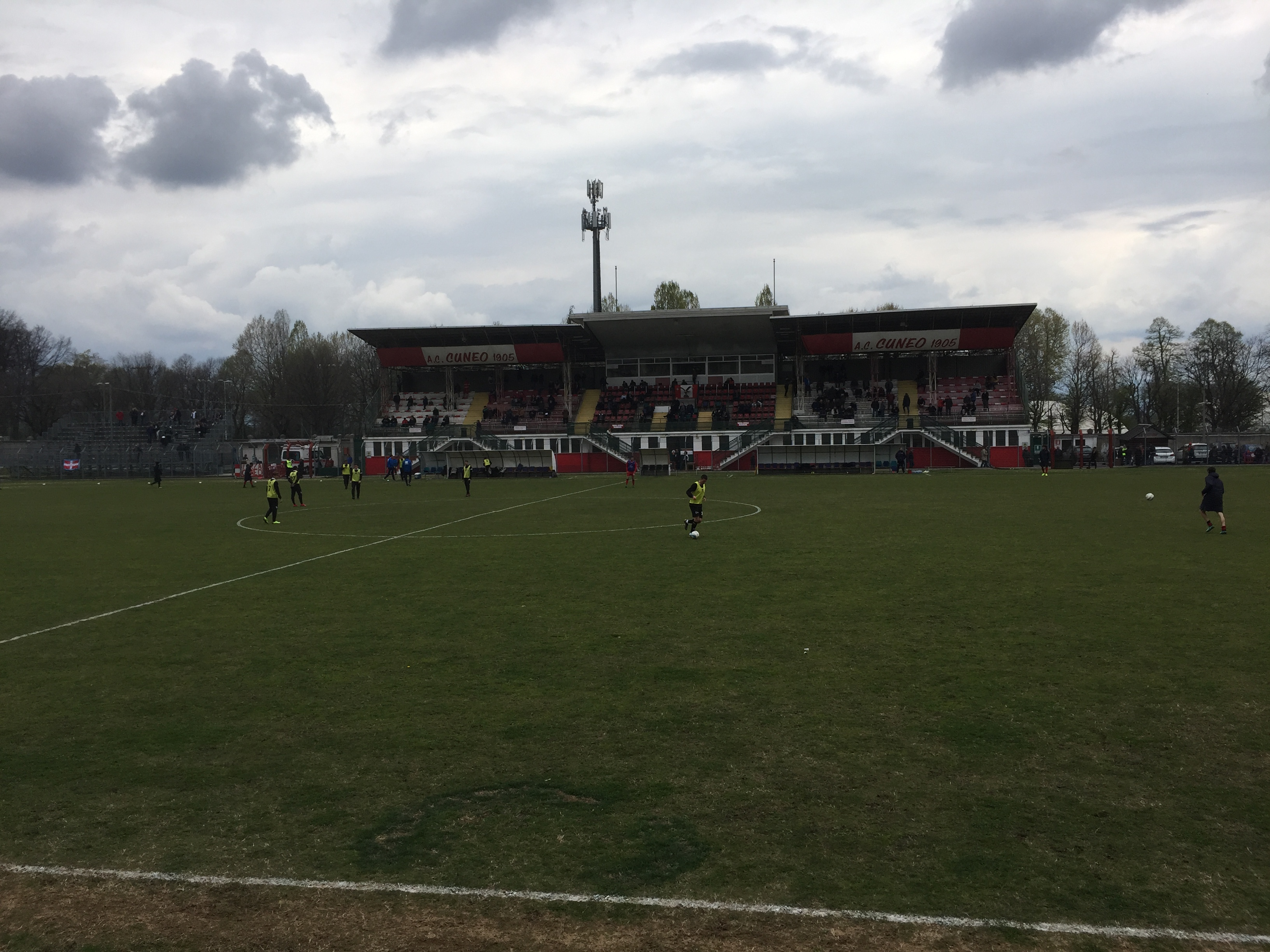
Vue de la tribune centrale "Monviso" en avril 2019
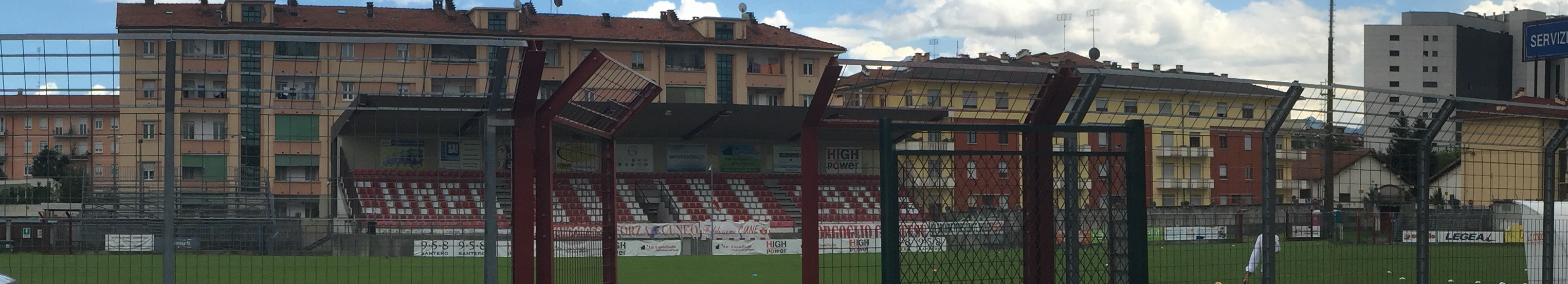
Vue de la tribune latérale "Matteotti"
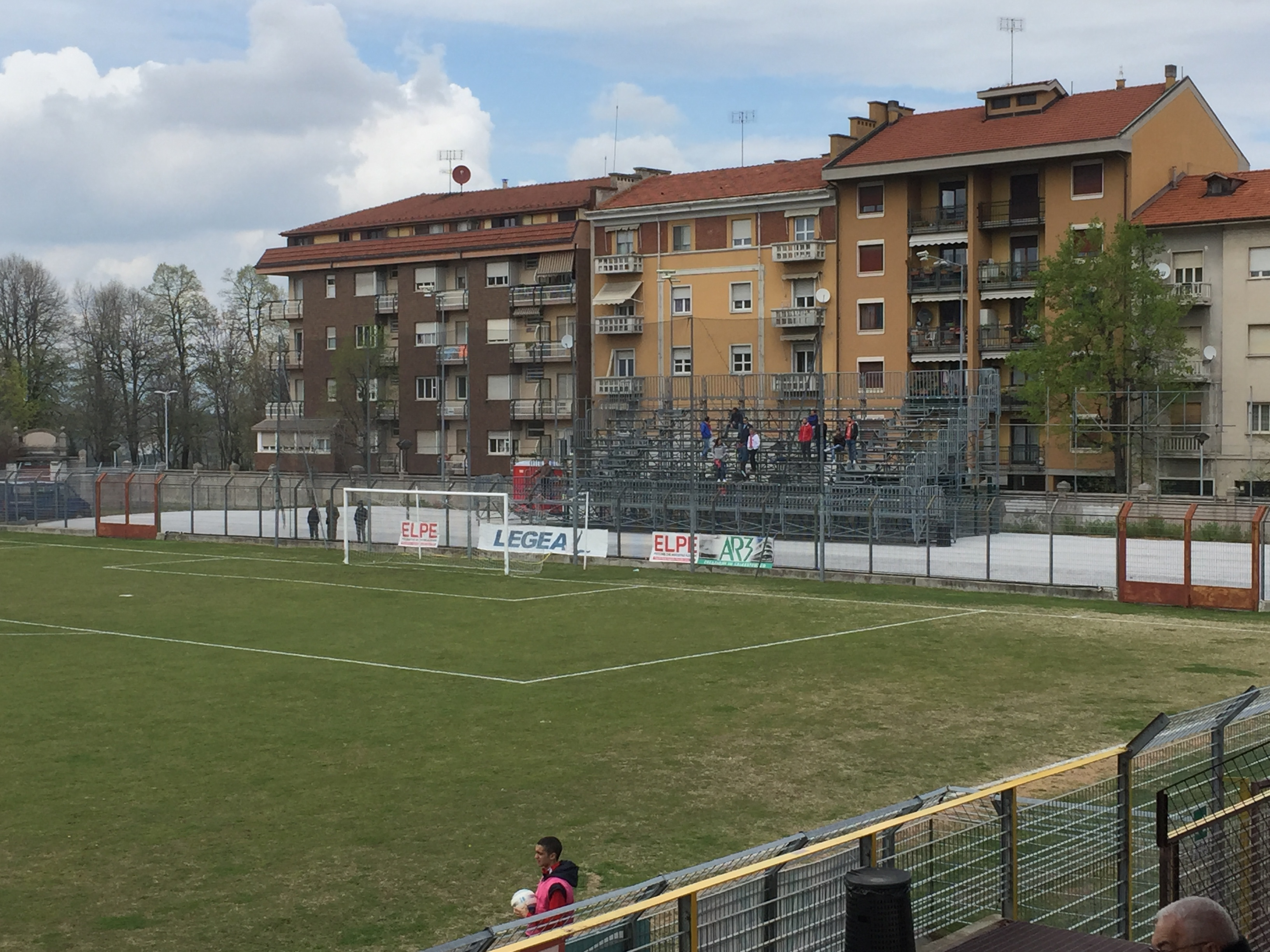
Vue du virage nord "Vasco"
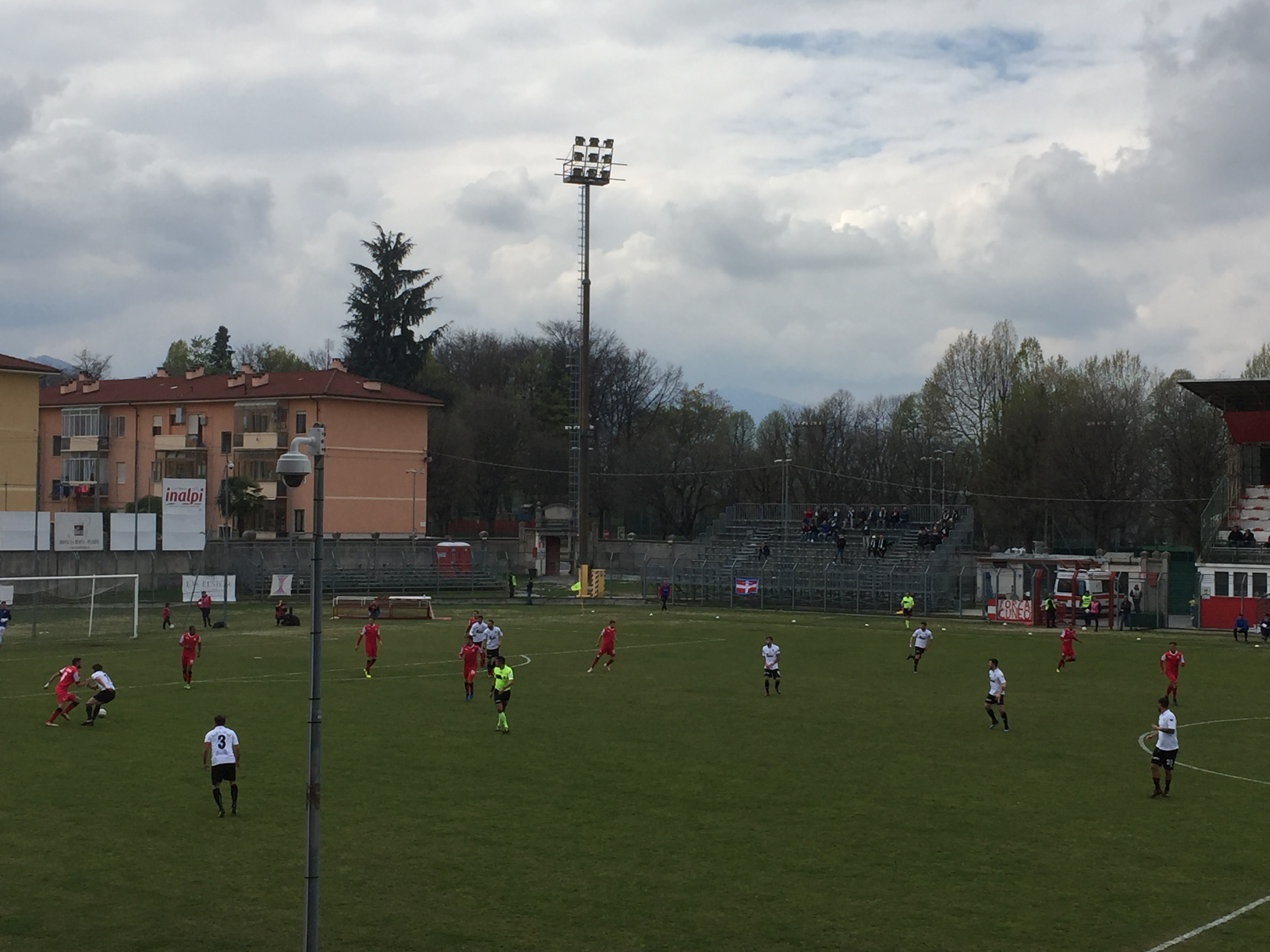
Vue des deux tribunes du secteur extérieur